# Joseph Mydell
Joseph Mydell (né en 1955 à Savannah, Géorgie, États-Unis) est un acteur américain.

## Biographie
Joseph Mydell a travaillé notamment pour la Royal Shakespeare Company.
Il obtient en 1994 un Laurence Olivier Award pour le second rôle de Belize dans la deuxième partie, intitulée Perestroika, de Angels in America.

## Filmographie partielle

### Cinéma
- 2005 : Manderlay : Mark
- 2009 : Mammoth : Ben Jackson
- 2010 : The March : Marcus Brown
- 2011 : Instead : le prophète
- 2022 : The Eternal Daughter : Bill

### Télévision
- 1989 : L'Œil de verre : inspecteur Weston
- 1991 : Chancer (en) : Cyril (cinq épisodes)